# 沃爾特·布魯寧
沃爾特·布魯寧（英語：Walter Breuning，1896年9月21日—2011年4月14日）是一位美國超級人瑞及史上最長壽的美國男性，繼巴西人阿尼西奥·罗德里格斯·阿尔维斯逝世後成為在世最年長男性。在他逝世之時，他是史上第四長壽的男性，如今已經降至第七位。

## 生平

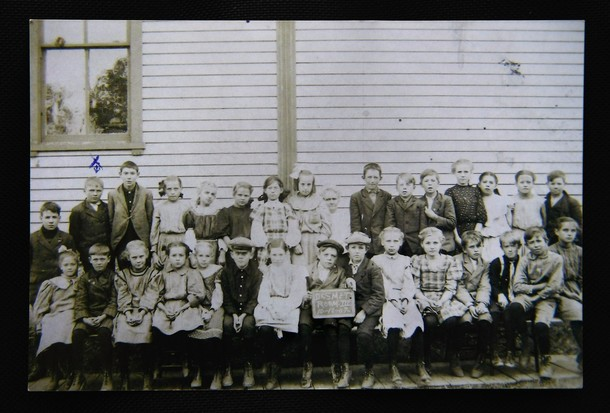
就讀中一時的沃爾特·布魯寧，以藍色「X」標示，攝於1907年10月

沃爾特·布魯寧於1896年9月21日生於明尼蘇達州梅爾羅斯，父親為約翰·傑佛瑞·布魯寧（John Geoffrey Breuning，1858年5月22日－1915年10月30日），母親為科拉·瑪伊·莫爾豪斯·布魯寧（Cora Mae Morehouse Breuning，1872年12月3日－1917年3月15日）。他有一位兄長、一位弟弟及兩位姊妹。雖然他的父母都死於壯年，其家族其他成員頗為長壽：他四位祖父母都至少活到90歲，而其中一位姊妹則於100歲時逝世。布魯寧逝世之時，他共有3位侄子、1位侄女及許多侄孫仍然在世。
布魯寧一家於1901年移居至南達科他州迪斯梅特，他於當地上學直至父母於1910年離婚。由於當時家中沒有任何水電供應和水管裝置連接，他形容這段時間是「黑暗歲月」。父母離婚後，布魯寧於同年輟學，以擦拭烘焙用的麵包盤維生，每週賺取$2.50美元。其後他於1913年加入大北方鐵路公司，直至他於66歲時退休。他原本打算向大北方鐵路老闆詹姆斯·J·希爾應徵為其屬下的鐵路維修員，但被希爾以他未滿18歲為由拒絕。他在第一次世界大戰期間曾報名參戰，但他從未被號召上戰場，而在第二次世界大戰的報名則以他過於年長為由被拒絕，故他終其一生從未上過戰場。為了更方便往來大北方鐵路公司，他於1918年移居至蒙大拿州比尤特，於當地結識艾格尼絲·特沃基（Agnes Twokey），二人於1922年結婚。艾格尼絲於1957年過世。儘管他曾表示不打算再娶，但他仍於1958年10月5日與瑪格麗特·瓦尼斯特（Margaret Vanest）結婚。瑪格麗特於1975年1月15日去世，而布魯寧兩次婚姻均無後代。布魯寧於青年時加入共濟會，在他逝世之時已加入超過85年。

## 晚年

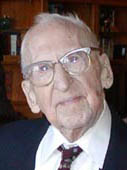
112歲時的布魯寧，攝於2009年3月

布魯寧於83歲（1979年）搬到大瀑布城彩虹退休及生活輔助中心（Rainbow Retirement and Assisted Living Center）直至逝世。布魯寧一生大部份時間都在抽雪茄，但他於訪問中表示由於他無法負擔雪茄的價錢而在103歲時（1999年）戒煙。但他於108歲時收到來自倫敦的雪茄作為禮物後又重新抽菸。他對童年生活仍然十分清晰，例如記得祖父在三歲時告訴他在南北戰爭的經歷和1901年9月6日時任美國總統威廉·麦金莱遇刺當天去了剪人生第一次頭髮。
2006年9月21日，布魯寧慶祝110歲生日，時任蒙大拿州州長布萊恩·施威澤和大瀑布城市長都出席了他的生日派對。同日他被宣佈為美國史上最長壽的鐵路公司職員。他於112歲生日時表示他的長壽秘訣為「保持身體運作和頭腦清醒」。2009年4月24日，他接受哥倫比亞廣播公司史蒂夫·哈特曼的訪問。當哈特曼問他是否願意在四年後再接受訪問時，布魯寧表示樂意至極。
2009年2月16日，布魯寧於PBS新聞一小時接受吉姆·萊勒的採訪，邀請他表達對當時美國的經濟狀況及新任總統贝拉克·奥巴马的看法。在訪問中布魯寧表示自己當年在美國總統選舉中把票投給了伍德罗·威尔逊，而他一生中記憶最為清晰的新聞是1929年華爾街股災，並分享他於大萧条時期的經歷。
布魯寧先後於2009年4月21日及2009年9月21日113歲生日當天兩次成為CBS晚間新聞的新聞焦點。他於113歲生日派對時表示：「人生的長度不應用時間、小時和天數去量度，而是我們在人生中所做的事情。如果一個人活了一百歲但還是徒勞無功，他的人生十分短暫。我們所有人都有更好的事物待我們去發掘。我們一生人都會遇到煩惱，沒有煩惱的人生是最成功的。我們終有一天會迎來光明，而煩惱都會消失殆盡。」
巴西人阿尼西奥·罗德里格斯·阿尔维斯過世後，布魯寧以112歲329天之齡成為在世最年長男性。BNSF鐵路將一段位於布羅德維尤一段經過山區採礦場的新路綫的西端命名為「沃爾特·布魯寧交匯處」（Walter Junction after Breuning）。鐵路公司邀請布魯寧於2009年9月2日為新路綫揭幕。2010年2月25日，蒙大拿州大使表揚他「為蒙大拿州發光發亮」

## 健康與生活習慣
布魯寧在64歲時患上大腸癌。他的腫瘤被成功切除，此後也沒有再復發。此後他的健康狀況維持良好，直至他於108歲時跌到導致臀部受傷。這次跌傷使他要住院八天，花了三個星期才完全康復。他於2007年11月開始使用助聽器。在113歲生日前一週，他不慎跌倒導致頭部瘀傷，此外並無大礙。在臀部跌傷之前，他能夠獨立行走並使用樓梯到達二樓。他的健康在他人生最後一年開始惡化，先後需要使用助步器和輪椅，而他在逝世前仍能維持積極樂觀的心態。
布魯寧的飲食和生活習慣亦是使他長壽的主因。在第二任妻子瑪格麗特過世後，他經常在餐廳用餐，其後入住生活輔助中心後便沒有再在外用餐。他一天只吃份量較大的早餐和午餐，晚餐則以水果代替。他每天喝比正常人份量多的水，早餐喝一杯半咖啡，午餐又再喝一杯。他每天於6時15分起床，於7時半吃早餐。吃完早餐後，他便會下樓做健美體操，運動後一邊休息一邊在大堂跟鄰居及訪客聊天。在中午後，他回到房間休息聽電台廣播，或當視力容許時看報紙和閱讀來自世界各地的人寄給他的信。
在體重方面，布魯寧的體重一直在125—130磅（57—59）之間徘徊，加上他的身高約有5英尺8英寸（1.73），使他的身體質量指數大約維持在19上下。起初他每天都會服用少量阿士匹靈，其後他戒掉這一習慣後便不再吃藥。他的視力在他逝世前不久因白內障而受損，但他表示他只要聽電台廣播便已足夠。

## 逝世
布魯寧於2010年秋接受美联社訪問時表示他從不害怕，也不會拒絕面對任何變化，尤其是生老病死。他表示：「我們每一步都在向死亡邁進，但有些人卻畏懼死亡。別害怕死亡，因為人打從出生開始就步向死亡。」
2011年3月31日，布魯寧因未知原因住院。時任蒙大拿州州長布萊恩·施威澤先後於4月6日和8日到醫院探望他。他於2011年4月14日下午3時30分於睡夢中辭世，享嵩壽114歲205天。
布魯寧逝世之前，他曾是世上第三年長的人及僅次於貝斯·庫珀第二年長的美國人。在他逝世之後，年屆114歲101天的秘鲁超級人瑞奥拉西奥·塞利·门多萨成為世上最年長男性。
布魯寧臨終前曾跟牧師說：「待會能不能幫我提醒下上帝，別讓祂忘了我和祂之間的約定。」牧師問：「你和祂的約定是甚麼？」布魯寧回答：「要是我這次真的好不起來的話，那麼是時候該把我帶走了。」

## 備註
1. ↑  比他更年長且於美國逝世的克里斯蒂安·莫特森生於丹麥。

## 延伸閱讀
- 獲驗證的最長壽者列表

| 紀錄                                | 紀錄                                        | 紀錄                        |
| ----------------------------------- | ------------------------------------------- | --------------------------- |
| 前任： 阿尼西奥·罗德里格斯·阿尔维斯 | 在世最年長男性 2009年8月16日－2011年4月14日 | 繼任： 奥拉西奥·塞利·门多萨 |